# Grand Illinois Trail
Il Grand Illinois Trail è un circuito riservato alle biciclette (e altri simili mezzi di trasporto non inquinanti) di 925 km (575 miglia) attraverso suggestive bellezze naturali e luoghi di interesse culturale dell'Illinois (Stati Uniti d'America). È patrocinato dall'"Illinois Department of Natural Resources"